# سبخة طاح
سبخة طاح هي سبخة تقع في جنوب المغرب في جهة العيون بوجدور الساقية الحمراء بالقرب من مدينة طرفاية. يقع هذا الحوض على ارتفاع 55 مترًا تحت مستوى سطح البحر، وهو أدنى نقطة في البلاد. يقع على بعد 14 كم من المحيط الأطلسي، ويبلغ طولها 30 كم وعرضها 10 كم وتبلغ مساحتها 250 كم².

## مشروع سبخة طاح
يخطط المشروع للجمع بين إمكانات الرياح العالية في منطقة طرفاية والانخفاض الرأسي بين المحيط والسبخة لإنتاج الطاقة الكهربائية عند الطلب . تغذي المياه التي تخض من المحيط التوربينات الهيدروليكية قبل وصولها إلى سبخة طاح التي تقع على عمق 55 مترًا. جزء من الطاقة التي تنتجها توربينات الرياح، عندما تكون متاحة، ستستخدم لتشغيل المضخات التي تضخ المياه المخزنة في الحوض إلى المحيط .

## مقالات ذات صلة
- قائمة نقاط المغرب المتطرفة